# Team Surprise (patinage)
Pour le sous-groupe de AKB48, voir Team Surprise.
Team Surprise est une équipe sénior de patinage synchronisé suédoise. Fondée en 1985, elle est pour l'époque l'équipe la plus performante, avec six titres de Championnes du monde et comptabilisant un total de 12 médailles remportées sur leurs 19 participations aux championnats du monde.
C'est le 3 octobre 2018, que l'équipe annonce sa dissolution.

## Programmes
| Saison  | Programme court                                                                                               | Programme Libre |
| ------- | --- | --- |
| 2017-18 | « The Winner Takes It All » - Interprété par ABBA, The Original Band et l'Orchestre Symphonique de Norrköping | Mère Nature - de la Planète Terre II - composé par Jacob Shea et Jasha Klebe Pistes Utilisées 1. "Early Morning Fog" 2. "Racer Snakes vs Iguanas" |

## Résultats Compétitifs

### Saisons 2009-10 à 2017-18
| International         | International | International | International | International | International | International | International | International | International |
| Compétition           | 2009-2010     | 2010-2011     | 2011-2012     | 2012-2013     | 2013-2014     | 2014-2015     | 2015-2016     | 2016-2017     | 2017-2018     |
| --------------------- | ------------- | ------------- | ------------- | ------------- | ------------- | ------------- | ------------- | ------------- | ------------- |
| Championnats du Monde | 6e            | 4e            | 1re           | 7e            | 5e            | 5e            | 6e            | 7e            | 2e            |
| Championnats du Monde | [ 2 ]         | [ 3 ]         | [ 4 ]         | [ 5 ]         | [ 6 ]         |               |               |               |               |
| Winter Universiade    |               | F             |               |               |               |               |               |               |               |
| French Cup            | 5e            |               |               |               |               |               |               |               |               |
| French Cup            | [ 7 ]         |               |               |               |               |               |               |               |               |
| Leon Lurje Trophy     |               |               |               | 2e            | 2e            |               |               |               |               |
| Leon Lurje Trophy     |               |               |               | [ 8 ]         | [ 9 ]         |               |               |               |               |
| Neuchâtel Trophy      | 1re           |               |               |               |               |               |               |               |               |
| Neuchâtel Trophy      | [ 10 ]        |               |               |               |               |               |               |               |               |
| Spring Cup            |               | 1re           | 1re           | 1re           | 1re           |               |               |               |               |
| Spring Cup            |               | [ 11 ]        | [ 11 ]        | [ 12 ]        | [ 13 ]        |               |               |               |               |
| F= Forfait            |               |               |               |               |               |               |               |               |               |

### Saisons 1999-2000 à 2008-2009
| Championnats du Monde | 1re    | 1re    | 2e     | 1re    | 2e     | 1re    | 2e     | 1re    | 2e     | 3e     |
| Championnats du Monde |        |        |        |        | [ 14 ] | [ 15 ] | [ 16 ] | [ 17 ] | [ 18 ] | ,      |
| Cup of Berlin         |        |        |        |        |        |        |        |        | 2e     |        |
| Cup of Berlin         |        |        |        |        |        |        |        | [ 21 ] |        |        |
| French Cup            |        |        |        |        |        |        | 1re    |        |        |        |
| French Cup            |        |        |        |        |        | [ 22 ] |        |        |        |        |
| Neuchâtel Trophy      |        |        | 1re    | 1re    | 1re    |        |        |        | 1re    |        |
| Neuchâtel Trophy      |        |        | [ 23 ] | [ 24 ] | [ 25 ] |        |        |        | [ 26 ] |        |
| Prague Cup            |        |        |        |        | 1re    |        |        |        |        | 3e     |
| Prague Cup            |        |        |        |        | [ 27 ] |        |        |        |        | [ 28 ] |
| Spring Cup            | 1re    | 1re    |        |        |        | 1re    |        | 1re    |        |        |
| Spring Cup            | [ 11 ] | [ 11 ] |        |        |        | [ 11 ] |        | [ 11 ] |        |        |